# Варской, Евгений Иванович
Евгений Иванович Варской (12 марта 1904 — 1969) — главный военный прокурор Советской армии, генерал-майор юстиции.

## Биография
Родился в семье рабочего. В 1925 окончил МГУ, работал инструктором Сибирского краевого суда в Новосибирске, затем на должности запасного судьи, члена окружного суда в  Ачинске и Западно-Сибирского краевого суда. В феврале 1932 призван в кадры Красной армии, и по представлению военного прокурора Сибирского военного округа назначен на должность следователя военной прокуратуры пограничных и внутренних войск ОГПУ по Западно-Сибирскому краю. С 1933 военный следователь военной прокуратуры Сибирского военного округа, военный прокурор стрелковой дивизии, исполняющий обязанности помощника военного прокурора Сибирского военного округа по специальным делам. В 1938-1939 военный прокурор 1-го отдела Главной военной прокуратуры РККА, в 1939—1940 военный прокурор 65-го особого стрелкового корпуса Ленинградского военного округа, в 1940—1943 начальник отделения 1-го управления ГВП, в 1943—1945 помощник главного военного прокурора, в 1945—1951 военный прокурор Ставропольского, Таврического военных округов и Группы советских войск в Германии, в 1951-1954 первый заместитель главного военного прокурора, в 1954—1957 заместитель генерального прокурора СССР и главный военный прокурор. С 1957 в отставке по состоянию здоровья, умер в 1969, похоронен на Новодевичьем кладбище.